# Сульське
Сульське́ — село в Україні, у Миколаївській селищній громаді Сумського району Сумської області. Населення становить 248 осіб. До 2016 орган місцевого самоврядування — Верхосульська сільська рада.

## Географія
Село Сульске розташоване на березі річки Сула, вище за течією на відстані 3 км розташоване село Луциківка, нижче за течією на відстані 1 км розташовані села Верхосулка та Валіївка.
На південн-західній околиці села річка Сулка впадає у річку Сулу.

## Історія
- Село постраждало внаслідок геноциду українського народу, проведеного урядом СССР 1923—1933 та 1946–1947 роках.
- 12 червня 2020 року, відповідно до розпорядження Кабінету Міністрів України № 723-р «Про визначення адміністративних центрів та затвердження територій територіальних громад Сумської області», село увійшло до складу Миколаївської селищної громади[1].
- 19 липня 2020 року, в результаті адміністративно-територіальної реформи та ліквідації Білопільського району, село увійшло до складу новоутвореного Сумського району[2].

## Економіка
- ТОВ АФ «Перемога».
- Фермерське господарство «Нива-2005».

## Відомі люди
- Сахненко Володимир Демидович — художник і кераміст, член Спілки художників СРСР.